# なんでもランキング バトランQ
『なんでもランキング バトランQ』は、1995年10月1日から同年12月24日までテレビ朝日系列局で放送されていたクイズ番組である。テレビ朝日とイーストの共同制作。放送時間は毎週日曜 18:30 - 19:00 （日本標準時）。
前番組『クイズ21! ジャックをねらえ』と同様にアンケートクイズを実施していた。

## 出演者

### 司会
- 生島ヒロシ
- 井森美幸

### レギュラーチーム
- 田代まさし
- 早坂好恵
- 池谷幸雄

### ゲストチーム
- 西野妙子
- 片岡鶴太郎

ほか

## ルール
レギュラーチーム対ゲストチームの3対3対抗戦で、さまざまな形式のアンケートクイズに挑んでいた。ゲストチームが勝った場合、海外旅行は彼らに贈られた。レギュラーチームが勝った場合、海外旅行は視聴者プレゼントにされた。
最初の数回は、勝利チームが海外旅行獲得に挑戦していた。成功した場合、海外旅行は彼らに贈られた。途中から海外旅行チャレンジバトラン君（前番組のジャック君の後継）の数が10個に達せば海外旅行を獲得。それ以外の場合には温泉宿泊券かテレビデオが贈られた。
| テレビ朝日系列 日曜18:30枠                                  | テレビ朝日系列 日曜18:30枠                                      | テレビ朝日系列 日曜18:30枠                                               |
| 前番組                                                      | 番組名                                                          | 次番組                                                                   |
| ----------------------------------------------------------- | --------------------------------------------------------------- | ------------------------------------------------------------------------ |
| クイズ21! ジャックをねらえ （1995年4月9日 - 1995年9月24日） | なんでもランキング バトランQ （1995年10月1日 - 1995年12月24日） | オリンピッククイズ 燃えろ!アトランタ王 （1996年1月14日 - 1996年9月29日） |